# Теніс на літніх Олімпійських іграх 2024 — кваліфікація
У змаганнях з тенісу на літніх Олімпійських іграх 2024 року візьмуть участь загалом 178 гравців (90 чоловіків та 88 жінок), які змагатимуться за 5 комплектів нагород. Кожну країну можуть представляти щонайбільше 12 спортсменів (6 чоловіків і 6 жінок).

## Правила кваліфікації
Основним кваліфікаційним критерієм стали місця гравців у рейтингових списках ATP та WTA, опубліковані 10 червня 2024 року. Рейтинги ATP та WTA визначилися на основі результатів, досягнутих за попередні 52 тижні відбіркового циклу. Щоб дістати право на участь, гравці мають у складі національної збірної взяти участь у двох турнірах Кубка Біллі Джин Кінг (для жінок) або Кубка Девіса (для чоловіків) у період між Олімпійськими іграми 2020 та 2024 років, або ж, якщо їх країна виступає на рівні зональної групи за круговою системою, впродовж третього року чотирирічного циклу, або ж гравець має зіграти за свою країну не менш як двадцять разів.
Кожен Національний олімпійський комітет (НОК) може виставити щонайбільше дванадцять тенісистів (по шість кожної статі), щонайбільше по чотири учасники у чоловічому та жіночому одиночному розряді (найкращі за рейтингом у своїй країні), по дві пари у чоловічому та жіночому парному розряді та по одній парі в змішаному парному розряді.
В одиночному розряді 56 найкращих гравців світового рейтингу на 10 червня 2024 року згідно з рейтингами WTA та ATP пройдуть кваліфікацію на Олімпійські ігри з дотриманням ліміту в чотири гравці для кожної національної федерації та статі. Отож, квоти отримають ще й тенісисти, які не належать до топ-56 із країн, від яких кваліфікувалося менш як чотири особи. Чотири з восьми місць, що залишилися, належать НОК, які ще не кваліфікували чотирьох тенісистів з трьох континентальних зон (переможці та володарі другого місця на Панамериканських іграх 2023 року; чемпіони Азійських ігор 2022 року та Африканських ігор 2023 року). Останні чотири місця зарезервовані: одне для Франції як країни-господарки, два для попередніх олімпійських чемпіонів або переможців турнірів Великого шлему і одне для претендентів на універсальне місце.
У чоловічому та жіночому парному розряді тридцять два місця одержать пари з найвищим рейтингом, причому десять із них зарезервовані для гравців, що належать до першої десятки парного рейтингу, які можуть вибрати собі партнера зі своєї країни, що належить до топ-300 і в одиночному, і в парному розряді. Місця, що залишилися, розподіляються між парами з найвищим сумарним рейтингом доти, доки не будуть зайняті всі 32 місця. Якщо загальна квота 86 гравців відповідної статі залишається неповною, додаткові місця продовжують розподілятися в об'єднаному рейтингу. Одне квотне місце у кожному парному розряді зарезервовано для країни-господарки Франції, якщо вона не зможе напряму кваліфікувати жодну пару.
Позаяк квоти на місця в змішаному парному розряді відсутні, то всі пари будуть складатися з гравців, які вже заявлені як в одиночному, так і в парному розряді, зокрема з 15 найкращих пар об'єднаного рейтингу і країни-господарки Франції.

## Країни, що кваліфікувалися
| Країна                           | Чоловіки         | Чоловіки      | Жінки            | Жінки         | Мікст      | Спортсменів |
| Країна                           | Одиночний розряд | Парний розряд | Одиночний розряд | Парний розряд | Мікст      | Спортсменів |
| -------------------------------- | ---------------- | ------------- | ---------------- | ------------- | ---------- | ----------- |
| Австралія (AUS)                  | 4                | 2             | 2                | 2             | Green tick | 9           |
| Австрія (AUT)                    | 1                |               | 1                |               |            | 2           |
| Аргентина (ARG)                  | 4                | 2             | 2                | 1             | Green tick | 8           |
| Бельгія (BEL)                    | 1                | 1             |                  |               |            | 3           |
| Болгарія (BUL)                   |                  |               | 1                |               |            | 1           |
| Бразилія (BRA)                   | 2                | 1             | 2                | 1             |            | 5           |
| Велика Британія (GBR)            | 3                | 2             | 1                | 1             | Green tick | 8           |
| Угорщина (HUN)                   | 2                | 1             |                  |               |            | 2           |
| Німеччина (GER)                  | 4                | 2             | 4                | 2             | Green tick | 10          |
| Греція (GRE)                     | 1                | 1             | 1                | 1             | Green tick | 4           |
| Данія (DEN)                      |                  |               | 2                |               |            | 2           |
| Єгипет (EGY)                     |                  |               | 1                |               |            | 1           |
| Допущені нейтральні атлети (ANA) | 3                | 1             | 3                | 2             | Green tick | 7           |
| Індія (IND)                      | 1                | 1             |                  |               |            | 3           |
| Іспанія (ESP)                    | 4                | 2             | 2                | 1             | Green tick | 8           |
| Італія (ITA)                     | 4                | 2             | 3                | 2             | Green tick | 9           |
| Казахстан (KAZ)                  | 2                | 1             | 1                |               |            | 4           |
| Канада (CAN)                     | 2                | 1             | 2                | 1             | Green tick | 5           |
| Китай (CHN)                      | 1                |               | 4                | 2             | Green tick | 6           |
| Колумбія (COL)                   |                  |               | 1                |               |            | 1           |
| Латвія (LAT)                     |                  |               | 1                |               |            | 1           |
| Ліван (LBN)                      | 2                | 1             |                  |               |            | 2           |
| Нідерланди (NED)                 | 2                | 2             | 1                | 1             | Green tick | 6           |
| Нова Зеландія (NZL)              |                  |               |                  | 1             |            | 2           |
| Норвегія (NOR)                   | 1                |               |                  |               |            | 1           |
| Польща (POL)                     |                  |               | 3                | 1             |            | 4           |
| Португалія (POR)                 | 1                | 1             |                  |               |            | 2           |
| Румунія (ROU)                    |                  |               | 3                | 2             |            | 4           |
| Сербія (SRB)                     | 2                |               |                  |               |            | 2           |
| Словаччина (SVK)                 |                  |               | 1                |               |            | 1           |
| США (USA)                        | 4                | 2             | 4                | 2             | Green tick | 11          |
| Китайський Тайбей (TPE)          |                  |               |                  | 2             |            | 4           |
| Туніс (TUN)                      | 1                |               |                  |               |            | 1           |
| Україна (UKR)                    |                  |               | 4                | 2             |            | 6           |
| Франція (FRA)                    | 4                | 2             | 4                | 2             | Green tick | 10          |
| Хорватія (CRO)                   |                  | 1             | 2                |               | Green tick | 4           |
| Чорногорія (MNE)                 |                  |               | 1                |               |            | 1           |
| Чехія (CZE)                      | 2                | 1             | 4                | 2             | Green tick | 7           |
| Чилі (CHI)                       | 3                | 1             |                  |               |            | 3           |
| Швейцарія (SUI)                  | 1                |               | 1                |               |            | 2           |
| Японія (JPN)                     | 2                | 1             | 2                | 1             | Green tick | 6           |
| Загалом: НОК                     | 64               | 32            | 64               | 32            | 16         | 178         |

| a | Гравець не візьме участи через травму, власне рішення, або ж його не заявив НОК                         |
| b | Гравець не виконав вимоги до участи в Кубку Біллі Джин Кінґ / Кубку Девіса                              |
| c | Гравець не має права на участь через перевищення обмеження в чотири гравці від НОК                      |
| d | Гравець завершив кар'єру                                                                                |
| e | Гравець одержав спеціальний дозвіл ITF на виконання вимог участи в Кубку Біллі Джин Кінґ / Кубку Девіса |

### Одиночний розряд (чоловіки)
| №                                                                 | Місце            | Гравець                        | НОК                              | Очки ATP                   | Рейтинг в НОК              |
| Світовий рейтинг                                                  | Світовий рейтинг | Світовий рейтинг               | Світовий рейтинг                 | Світовий рейтинг           | Світовий рейтинг           |
| ----------------------------------------------------------------- | ---------------- | ------------------------------ | -------------------------------- | -------------------------- | -------------------------- |
| a                                                                 | 1                | Яннік Сіннер                   | Італія (ITA)                     | 9,570                      | –                          |
| 1                                                                 | 2                | Новак Джокович                 | Сербія (SRB)                     | 8,460                      | 1                          |
| 2                                                                 | 3                | Карлос Алькарас                | Іспанія (ESP)                    | 8,130                      | 1                          |
| 3                                                                 | 4                | Александр Зверєв               | Німеччина (GER)                  | 7,295                      | 1                          |
| 4                                                                 | 5                | Данило Медведєв                | Допущені нейтральні атлети (ANA) | 6,525                      | 1                          |
| a                                                                 | 6                | Андрій Рубльов                 | Допущені нейтральні атлети (ANA) | 4,710                      | –                          |
| 5                                                                 | 7                | Каспер Рууд                    | Норвегія (NOR)                   | 4,025                      | 1                          |
| a                                                                 | 8                | Губерт Гуркач                  | Польща (POL)                     | 3,955                      | –                          |
| 6                                                                 | 9                | Алекс де Мінор                 | Австралія (AUS)                  | 3,845                      | 1                          |
| 7                                                                 | 9ЗР(264)         | Рафаель Надаль                 | Іспанія (ESP)                    | 215                        | 2                          |
| b                                                                 | 10               | Григор Димитров                | Болгарія (BUL)                   | 3,775                      | –                          |
| 8                                                                 | 11               | Стефанос Ціціпас               | Греція (GRE)                     | 3,740                      | 1                          |
| 9                                                                 | 12               | Тейлор Фріц                    | США (USA)                        | 3,090                      | 1                          |
| 10                                                                | 13               | Томмі Пол                      | США (USA)                        | 2,710                      | 2                          |
| a                                                                 | 14               | Бен Шелтон                     | США (USA)                        | 2,590                      | –                          |
| a                                                                 | 15               | Гольгер Руне                   | Данія (DEN)                      | 2,540                      | –                          |
| 11                                                                | 16               | Уго Юмбер                      | Франція (FRA)                    | 2,250                      | 1                          |
| 12                                                                | 17               | Олександр Бублик               | Казахстан (KAZ)                  | 2,140                      | 1                          |
| 13                                                                | 18               | Фелікс Оже-Аліассім            | Канада (CAN)                     | 2,075                      | 1                          |
| 14                                                                | 19               | Себастьян Баес                 | Аргентина (ARG)                  | 2,030                      | 1                          |
| 15                                                                | 20               | Ніколас Яррі                   | Чилі (CHI)                       | 1,905                      | 1                          |
| a                                                                 | 21               | Адріан Маннаріно               | Франція (FRA)                    | 1,865                      | –                          |
| a                                                                 | 22               | Карен Хачанов                  | Допущені нейтральні атлети (ANA) | 1,780                      | –                          |
| 16                                                                | 23               | Таллон Ґрікспор                | Нідерланди (NED)                 | 1,690                      | 1                          |
| 17                                                                | 24               | Алехандро Табіло               | Чилі (CHI)                       | 1,639                      | 2                          |
| a                                                                 | 25               | Їржи Легечка                   | Чехія (CZE)                      | 1,630                      | –                          |
| a                                                                 | 26               | Себастьян Корда                | США (USA)                        | 1,620                      | –                          |
| 18                                                                | 27               | Франсіско Серундоло            | Аргентина (ARG)                  | 1,610                      | 2                          |
| a                                                                 | 28               | Френсіс Тіафо                  | США (USA)                        | 1,590                      | –                          |
| 19e                                                               | 29               | Маріано Навоне                 | Аргентина (ARG)                  | 1,382                      | 3                          |
| 20                                                                | 30               | Лоренцо Музетті                | Італія (ITA)                     | 1,290                      | 2                          |
| 21                                                                | 31               | Томас Мартін Етчеверрі         | Аргентина (ARG)                  | 1,290                      | 4                          |
| a                                                                 | 32               | Алехандро Давидович Фокіна     | Іспанія (ESP)                    | 1,240                      | –                          |
| 22                                                                | 33               | Томаш Мачач                    | Чехія (CZE)                      | 1,225                      | 1                          |
| 23                                                                | 33ЗР(197)        | Милош Раонич                   | Канада (CAN)                     | 305                        | 2                          |
| 24                                                                | 34               | Маттео Арнальді                | Італія (ITA)                     | 1,220                      | 3                          |
| 25                                                                | 35               | Ян-Леннард Штруф               | Німеччина (GER)                  | 1,180                      | 2                          |
| 26                                                                | 36               | Гаель Монфіс                   | Франція (FRA)                    | 1,160                      | 2                          |
| a                                                                 | 37               | Джордан Томпсон                | Австралія (AUS)                  | 1,156                      | –                          |
| 27                                                                | 38               | Артюр Фіс                      | Франція (FRA)                    | 1,155                      | 3                          |
| 28                                                                | 39               | Кемерон Норрі                  | Велика Британія (GBR)            | 1,150                      | 1                          |
| 29                                                                | 40               | Джек Дрейпер                   | Велика Британія (GBR)            | 1,131                      | 2                          |
| 30e                                                               | 41               | Лучано Дардері                 | Італія (ITA)                     | 1,126                      | 4                          |
| 31                                                                | 42               | Фабіан Марожан                 | Угорщина (HUN)                   | 1,122                      | 1                          |
| 32                                                                | 43               | Роман Сафіуллін                | Допущені нейтральні атлети (ANA) | 1,097                      | 2                          |
| As1                                                               | 44               | Чжан Чжичжень                  | Китай (CHN)                      | 1,066                      | 1                          |
| 33                                                                | 45               | Крістофер Юбенкс               | США (USA)                        | 1,017                      | 3                          |
| a                                                                 | 46               | Ласло Дьєре                    | Сербія (SRB)                     | 975                        | –                          |
| 34                                                                | 47               | Педро Мартінес                 | Іспанія (ESP)                    | 975                        | 3                          |
| 35                                                                | 48               | Нуну Боржеш                    | Португалія (POR)                 | 971                        | 1                          |
| 36                                                                | 48ЗР(286)        | Кей Нішікорі                   | Японія (JPN)                     | 193                        | 1                          |
| 37                                                                | 49               | Олексій Попирін                | Австралія (AUS)                  | 961                        | 2                          |
| bc                                                                | 50               | Флавіо Коболлі                 | Італія (ITA)                     | 955                        | –                          |
| 38                                                                | 51               | Павло Котов                    | Допущені нейтральні атлети (ANA) | 944                        | 3                          |
| 39                                                                | 52               | Себастьян Офнер                | Австрія (AUT)                    | 933                        | 1                          |
| a                                                                 | 53               | Міомір Кецманович              | Сербія (SRB)                     | 920                        | –                          |
| 40                                                                | 54               | Маркос Джирон                  | США (USA)                        | 910                        | 4                          |
| 41                                                                | 55               | Мартон Фучович                 | Угорщина (HUN)                   | 887                        | 2                          |
| 42                                                                | 56               | Корантен Муте                  | Франція (FRA)                    | 875                        | 4                          |
| 43                                                                | 57               | Душан Лайович                  | Сербія (SRB)                     | 871                        | 2                          |
| c                                                                 | 58               | Лоренцо Сонего                 | Італія (ITA)                     | 861                        | –                          |
| 44                                                                | 59               | Олександр Шевченко             | Казахстан (KAZ)                  | 860                        | 2                          |
| 45                                                                | 60               | Хауме Мунар                    | Іспанія (ESP)                    | 850                        | 4                          |
| bc                                                                | 61               | Алекс Мікельсен                | США (USA)                        | 832                        | –                          |
| 46                                                                | 62               | Ден Еванс                      | Велика Британія (GBR)            | 828                        | 3                          |
| c                                                                 | 63               | Факундо Діас Акоста            | Аргентина (ARG)                  | 828                        | –                          |
| c                                                                 | 64               | Роберто Карбальєс Баена        | Іспанія (ESP)                    | 821                        | –                          |
| 47                                                                | 65               | Домінік Коепфер                | Німеччина (GER)                  | 801                        | 3                          |
| bc                                                                | 66               | Джованні Мпетші Перрікар       | Франція (FRA)                    | 786                        | –                          |
| a                                                                 | 67               | Крістофер О'Коннелл            | Австралія (AUS)                  | 778                        | –                          |
| c                                                                 | 68               | Артюр Ріндеркнеш               | Франція (FRA)                    | 777                        | –                          |
| c                                                                 | 69               | Федеріко Коріа                 | Аргентина (ARG)                  | 761                        | –                          |
| 48                                                                | 70               | Тьягу Зайбот Вілд              | Бразилія (BRA)                   | 750                        | 1                          |
| c                                                                 | 71               | Брендон Накашима               | США (USA)                        | 750                        | –                          |
| a                                                                 | 72               | Еміль Руусувуорі               | Фінляндія (FIN)                  | 748                        | –                          |
| bc                                                                | 73               | Лука Нарді                     | Італія (ITA)                     | 742                        | –                          |
| c                                                                 | 74               | Каккензі Макдоналд             | США (USA)                        | 735                        | –                          |
| bc                                                                | 75               | Артюр Казо                     | Франція (FRA)                    | 735                        | –                          |
| Am1                                                               | 76               | Тьягу Монтейру                 | Бразилія (BRA)                   | 715                        | 2                          |
| 49                                                                | 77               | Суміт Нагал                    | Індія (IND)                      | 713                        | 1                          |
| c                                                                 | 78               | Александр Мюллер               | Франція (FRA)                    | 710                        | –                          |
| 50                                                                | 79               | Якуб Меншик                    | Чехія (CZE)                      | 708                        | 2                          |
| 51e                                                               | 80               | Рінкі Гіджиката                | Австралія (AUS)                  | 708                        | 3                          |
| 52                                                                | 81               | Зізу Берґс                     | Бельгія (BEL)                    | 688                        | 1                          |
| bc                                                                | 82               | Юго Гастон                     | Франція (FRA)                    | 683                        | –                          |
| c                                                                 | 83               | Александар Ковачевич           | США (USA)                        | 680                        | –                          |
| 53                                                                | 84               | Таро Даніель                   | Японія (JPN)                     | 680                        | 2                          |
| c                                                                 | 85               | Роберто Баутіста Аґут          | Іспанія (ESP)                    | 680                        | –                          |
| 54                                                                | 86               | Максіміліан Мартерер           | Німеччина (GER)                  | 679                        | 4                          |
| Інші учасники                                                     |                  |                                |                                  |                            |                            |
| 55                                                                | 202              | Андреа Вавассорі               | Італія (ITA)                     | 301                        | 4                          |
| 56                                                                | 259              | Хаді Хабіб                     | Ліван (LBN)                      | 219                        | 2                          |
| 57                                                                | 1196             | Робін Гасе                     | Нідерланди (NED)                 | 0                          | 2                          |
| 58                                                                | NR               | Меттью Ебден                   | Австралія (AUS)                  | 0                          | 4                          |
| Континентальні квоти                                              |                  |                                |                                  |                            |                            |
| As1                                                               | 44               | Чжан Чжичжень                  | Китай (CHN)                      | Див. вище світовий рейтинг | Див. вище світовий рейтинг |
| Am1                                                               | 76               | Тьягу Монтейру                 | Бразилія (BRA)                   | Див. вище світовий рейтинг | Див. вище світовий рейтинг |
| Am2                                                               | 156              | Томас Барріос Вера             | Чилі (CHI)                       | 389                        | 3                          |
| Af1                                                               | 335              | Моес Ешаргі                    | Туніс (TUN)                      | 155                        | 1                          |
| Колишній олімпійський чемпіон / переможець турніру Великого шлему |                  |                                |                                  |                            |                            |
| L1                                                                | 93               | Стен Вавринка                  | Швейцарія (SUI)                  | 633                        | 1                          |
| L2                                                                | –                | Reallocated to other entries   |                                  | –                          | –                          |
| Країна-господарка                                                 |                  |                                |                                  |                            |                            |
| H1                                                                | –                | Перерозподілено на пряму квоту | Франція (FRA)                    | –                          | –                          |
| Універсальне місце                                                |                  |                                |                                  |                            |                            |
| U1                                                                | 146              | Бенджамін Хассан               | Ліван (LBN)                      | 415                        | 1                          |

### Одиночний розряд (жінки)
| №                                                                 | Місце            | Гравчиня                       | NOC                              | Очки WTA                   | Рейтинг в НОК              |
| Світовий рейтинг                                                  | Світовий рейтинг | Світовий рейтинг               | Світовий рейтинг                 | Світовий рейтинг           | Світовий рейтинг           |
| ----------------------------------------------------------------- | ---------------- | ------------------------------ | -------------------------------- | -------------------------- | -------------------------- |
| 1                                                                 | 1                | Іга Свьонтек                   | Польща (POL)                     | 11,695                     | 1                          |
| 2                                                                 | 2                | Корі Гофф                      | США (USA)                        | 7,988                      | 1                          |
| a                                                                 | 3                | Аріна Соболенко                | Допущені нейтральні атлети (ANA) | 7,788                      | –                          |
| a                                                                 | 4                | Олена Рибакіна                 | Казахстан (KAZ)                  | 5,973                      | -                          |
| 3                                                                 | 5                | Джессіка Пегула                | США (USA)                        | 4,625                      | 2                          |
| a                                                                 | 6                | Маркета Вондроушова            | Чехія (CZE)                      | 4,503                      | –                          |
| 4                                                                 | 7                | Жасмін Паоліні                 | Італія (ITA)                     | 4,068                      | 1                          |
| As1                                                               | 8                | Чжен Ціньвень                  | Китай (CHN)                      | 4,005                      | 1                          |
| 5                                                                 | 9                | Марія Саккарі                  | Греція (GRE)                     | 3,980                      | 1                          |
| a                                                                 | 10               | Унс Джабір                     | Туніс (TUN)                      | 3,748                      | –                          |
| 6                                                                 | 11               | Даніель Коллінз                | США (USA)                        | 3,532                      | 3                          |
| a                                                                 | 12               | Медісон Кіз                    | США (USA)                        | 3,343                      | –                          |
| 7                                                                 | 13               | Олена Остапенко                | Латвія (LAT)                     | 3,318                      | 1                          |
| a                                                                 | 14               | Дарія Касаткіна                | Допущені нейтральні атлети (ANA) | 3,088                      | –                          |
| a                                                                 | 15               | Людмила Самсонова              | Допущені нейтральні атлети (ANA) | 2,640                      | –                          |
| 8                                                                 | 16               | Катерина Олександрова          | Допущені нейтральні атлети (ANA) | 2,360                      | 1                          |
| 9                                                                 | 17               | Марта Костюк                   | Україна (UKR)                    | 2,240                      | 1                          |
| 10                                                                | 18               | Емма Наварро                   | США (USA)                        | 2,238                      | 4                          |
| a                                                                 | 19               | Вікторія Азаренко              | Допущені нейтральні атлети (ANA) | 2,234                      | –                          |
| 11                                                                | 20               | Беатріс Аддад Мая              | Бразилія (BRA)                   | 2,213                      | 1                          |
| 12                                                                | 21               | Еліна Світоліна                | Україна (UKR)                    | 2,100                      | 2                          |
| 13                                                                | 22               | Каролін Гарсія                 | Франція (FRA)                    | 2,068                      | 1                          |
| 14                                                                | 23               | Мірра Андрєєва                 | Допущені нейтральні атлети (ANA) | 2,017                      | 2                          |
| a                                                                 | 24               | Ганна Калінська                | Допущені нейтральні атлети (ANA) | 1,986                      | –                          |
| 15                                                                | 25               | Барбора Крейчикова             | Чехія (CZE)                      | 1,768                      | 1                          |
| a                                                                 | 26               | Анастасія Павлюченкова         | Допущені нейтральні атлети (ANA) | 1,756                      | –                          |
| 16                                                                | 27               | Даяна Ястремська               | Україна (UKR)                    | 1,712                      | 3                          |
| 17                                                                | 28               | Лінда Носкова                  | Чехія (CZE)                      | 1,710                      | 2                          |
| a                                                                 | 29               | Сорана Кирстя                  | Румунія (ROU)                    | 1,704                      | –                          |
| 18                                                                | 30               | Кеті Бултер                    | Велика Британія (GBR)            | 1,671                      | 1                          |
| 19                                                                | 31               | Катержина Сінякова             | Чехія (CZE)                      | 1,645                      | 3                          |
| 20                                                                | 31ЗР(223)        | Анджелік Кербер                | Німеччина (GER)                  | 332                        | 1                          |
| a                                                                 | 32               | Елісе Мертенс                  | Бельгія (BEL)                    | 1,629                      | –                          |
| 21                                                                | 33               | Лейла Фернандес                | Канада (CAN)                     | 1,625                      | 1                          |
| 22                                                                | 33ЗР(189)        | Айла Том'янович                | Австралія (AUS)                  | 393                        | 1                          |
| a                                                                 | 34               | Вероніка Кудерметова           | Допущені нейтральні атлети (ANA) | 1,623                      | –                          |
| 23                                                                | 35               | Кароліна Мухова                | Чехія (CZE)                      | 1,510                      | 4                          |
| a                                                                 | 36               | Анастасія Потапова             | Допущені нейтральні атлети (ANA) | 1,427                      | –                          |
| c                                                                 | 37               | Маріє Боузкова                 | Чехія (CZE)                      | 1,425                      | –                          |
| 24                                                                | 38               | Юань Юе                        | Китай (CHN)                      | 1,422                      | 2                          |
| 25                                                                | 39               | Донна Векич                    | Хорватія (CRO)                   | 1,418                      | 1                          |
| 26                                                                | 40               | Ван Сіньюй                     | Китай (CHN)                      | 1,411                      | 3                          |
| 27                                                                | 41               | Юлія Путінцева                 | Казахстан (KAZ)                  | 1,333                      | 2                          |
| 28                                                                | 42               | Клара Бюрель                   | Франція (FRA)                    | 1,288                      | 2                          |
| 29                                                                | 43               | Елізабетта Коччаретто          | Італія (ITA)                     | 1,259                      | 2                          |
| 30                                                                | 44               | Магда Лінетт                   | Польща (POL)                     | 1,236                      | 2                          |
| c                                                                 | 45               | Софія Кенін                    | США (USA)                        | 1,222                      | –                          |
| 31                                                                | 46               | Ангеліна Калініна              | Україна (UKR)                    | 1,221                      | 4                          |
| c                                                                 | 47               | Слоун Стівенс                  | США (USA)                        | 1,217                      | –                          |
| 32                                                                | 48               | Діана Шнайдер                  | Допущені нейтральні атлети (ANA) | 1,176                      | 3                          |
| 33                                                                | 49               | Ана Богдан                     | Румунія (ROU)                    | 1,149                      | 1                          |
| 34                                                                | 49ЗР(131)        | Ірина-Камелія Бегу             | Румунія (ROU)                    | 581                        | 2                          |
| c                                                                 | 50               | Кароліна Плішкова              | Чехія (CZE)                      | 1,147                      | –                          |
| 35                                                                | 51               | Ван Сіюй                       | Китай (CHN)                      | 1,125                      | 4                          |
| 36                                                                | 52               | Маґдалена Френх                | Польща (POL)                     | 1,106                      | 3                          |
| c                                                                 | 53               | Чжу Лінь                       | Китай (CHN)                      | 1,077                      | –                          |
| c                                                                 | 54               | Петра Квітова                  | Чехія (CZE)                      | 1,070                      | –                          |
| 37                                                                | 55               | Сара Соррібес Тормо            | Іспанія (ESP)                    | 1,069                      | 1                          |
| 38                                                                | 56               | Татьяна Марія                  | Німеччина (GER)                  | 1,059                      | 2                          |
| 39                                                                | 57               | Аранча Рус                     | Нідерланди (NED)                 | 1,054                      | 1                          |
| c                                                                 | 58               | Керолайн Доулгайд              | США (USA)                        | 1,049                      | –                          |
| bc                                                                | 59               | Леся Цуренко                   | Україна (UKR)                    | 1,048                      | –                          |
| a                                                                 | 60               | Анна Блинкова                  | Допущені нейтральні атлети (ANA) | 1,036                      | –                          |
| c                                                                 | 61               | Пейтон Стернз                  | США (USA)                        | 1,035                      | –                          |
| 40                                                                | 62               | Надія Подороська               | Аргентина (ARG)                  | 1,035                      | 1                          |
| Af1                                                               | 63               | Маяр Шеріф                     | Єгипет (EGY)                     | 1,034                      | 1                          |
| 41                                                                | 64               | Діан Паррі                     | Франція (FRA)                    | 999                        | 3                          |
| 42                                                                | 64ЗР(228)        | Б'янка Андреєску               | Канада (CAN)                     | 323                        | 2                          |
| 43                                                                | 65               | Клара Таусон                   | Данія (DEN)                      | 994                        | 1                          |
| 44                                                                | 66               | Жаклін Крістіан                | Румунія (ROU)                    | 986                        | 3                          |
| 45                                                                | 67               | Крістіна Букша                 | Іспанія (ESP)                    | 984                        | 2                          |
| 46                                                                | 68               | Лучія Бронцетті                | Італія (ITA)                     | 983                        | 3                          |
| 47                                                                | 69               | Вікторія Томова                | Болгарія (BUL)                   | 974                        | 1                          |
| bc                                                                | 70               | Ешлін Крюгер                   | США (USA)                        | 974                        | –                          |
| 48                                                                | 71               | Варвара Грачова                | Франція (FRA)                    | 970                        | 4                          |
| c                                                                 | 72               | Ван Яфань                      | Китай (CHN)                      | 962                        | –                          |
| 49                                                                | 73               | Вікторія Голубич               | Швейцарія (SUI)                  | 952                        | 1                          |
| 50                                                                | 73ЗР(314)        | Юлія Ґрабер                    | Австрія (AUT)                    | 216                        | 1                          |
| 51e                                                               | 74               | Тамара Корпач                  | Німеччина (GER)                  | 951                        | 3                          |
| 52                                                                | 75               | Лаура Зігемунд                 | Німеччина (GER)                  | 941                        | 4                          |
| 53                                                                | 76               | Моюка Учіджіма                 | Японія (JPN)                     | 935                        | 1                          |
| bc                                                                | 77               | Кейті Волинець                 | США (USA)                        | 927                        | –                          |
| a                                                                 | 78               | Еліна Аванесян                 | Допущені нейтральні атлети (ANA) | 926                        | –                          |
| 54                                                                | 79               | Петра Мартич                   | Хорватія (CRO)                   | 911                        | 2                          |
| 55                                                                | 80               | Анна Кароліна Шмідлова         | Словаччина (SVK)                 | 880                        | 1                          |
| 56                                                                | 81               | Каміла Осоріо                  | Колумбія (COL)                   | 875                        | 1                          |
| Інші учасники                                                     |                  |                                |                                  |                            |                            |
| 57                                                                | 88               | Сара Еррані                    | Італія (ITA)                     | 805                        | 4                          |
| Континентальні квоти                                              |                  |                                |                                  |                            |                            |
| As1                                                               | 8                | Чжен Ціньвень                  | Китай                            | Див. вище світовий рейтинг | Див. вище світовий рейтинг |
| Af1                                                               | 63               | Маяр Шеріф                     | Єгипет (EGY)                     | Див. вище світовий рейтинг | Див. вище світовий рейтинг |
| Am1                                                               | 115              | Лаура Пігоссі                  | Бразилія (BRA)                   | 672                        | 2                          |
| Am2                                                               | 86               | Марія Лурдес Карле             | Аргентина (ARG)                  | 811                        | 2                          |
| Колишній олімпійський чемпіон / переможець турніру Великого шлему |                  |                                |                                  |                            |                            |
| L1                                                                | 125              | Наомі Осака                    | Японія (JPN)                     | 614                        | 1                          |
| L2                                                                | 117              | Каролін Возняцкі               | Данія (DEN)                      | 665                        | 2                          |
| Країна-господарка                                                 |                  |                                |                                  |                            |                            |
| H1                                                                | –                | Перерозподілено на пряму квоту | Франція (FRA)                    | –                          | –                          |
| Універсальне місце                                                |                  |                                |                                  |                            |                            |
| U1                                                                | 612              | Данка Ковинич                  | Чорногорія (MNE)                 | 71                         | 1                          |

### Парний розряд (чоловіки)
| №                    | КР*              | Гравець A        | Гравець A        | Гравець A                      | Гравець B        | Гравець B        | Гравець B                      | НОК                              |
| №                    | КР*              | ОР†              | ПР‡              | Ім'я                           | ОР†              | ПР‡              | Ім'я                           | НОК                              |
| Світовий рейтинг     | Світовий рейтинг | Світовий рейтинг | Світовий рейтинг | Світовий рейтинг               | Світовий рейтинг | Світовий рейтинг | Світовий рейтинг               | Світовий рейтинг                 |
| -------------------- | ---------------- | ---------------- | ---------------- | ------------------------------ | ---------------- | ---------------- | ------------------------------ | -------------------------------- |
| 1                    | 46               | –                | 1                | Меттью Ебден                   | –                | 45               | Джон Пірс (тенісист)           | Австралія (AUS)                  |
| 2                    | 20               | –                | 2                | Марсель Гранольєрс             | 18ЗР(876)        | –                | Пабло Карреньо Буста           | Іспанія (ESP)                    |
| a                    | –                | –                | 3                | Орасіо Себальйос               | –                | –                |                                | Аргентина (ARG)                  |
| 3                    | 71               | –                | 4                | Роган Бопанна                  | –                | 67               | Sriram Balaji                  | Індія (IND)                      |
| 4                    | 17               | –                | 5                | Джо Солсбері                   | –                | 12               | Ніл Скупскі                    | Велика Британія (GBR)            |
| 5                    | 21               | –                | 6                | Ражів Рам                      | –                | 15               | Остін Крайчек                  | США (USA)                        |
| a                    | –                | –                | 7                | Марсело Аревало                | –                | –                |                                | Сальвадор (ESA)                  |
| 6                    | 31               | –                | 8                | Веслі Колгоф                   | 23               | 61               | Таллон Ґрікспор                | Нідерланди (NED)                 |
| 7                    | 30               | –                | 9                | Мате Павич                     | –                | 21               | Нікола Мектич                  | Хорватія (CRO)                   |
| 8                    | 21               | 202              | 10               | Андреа Вавассорі               | –                | 11               | Сімоне Болеллі                 | Італія (ITA)                     |
| Комбінований рейтинг |                  |                  |                  |                                |                  |                  |                                |                                  |
| 9                    | 11               | 2                | –                | Карлос Алькарас                | 9ЗР(264)         | –                | Рафаель Надаль                 | Іспанія (ESP)                    |
| 10                   | 25               | 12               | 164              | Тейлор Фріц                    | 13               | –                | Томмі Пол                      | США (USA)                        |
| 11                   | 34               | –                | 17               | Кевін Кравіц                   | –                | 17               | Тім Пюц                        | Німеччина (GER)                  |
| 12                   | 39               | –                | 19               | Андрес Мольтені                | –                | 20               | Максімо Гонсалес               | Аргентина (ARG)                  |
| 13                   | 44               | 20               | 576              | Ніколас Яррі                   | 24               | 260              | Алехандро Табіло               | Чилі (CHI)                       |
| 14                   | 47               | –                | 14               | Едуар Роже-Васслен             | –                | 33               | Фаб'єн Ребуль                  | Франція (FRA)                    |
| 15                   | 48               | 5                | –                | Данило Медведєв                | 43               | 233              | Роман Сафіуллін                | Допущені нейтральні атлети (ANA) |
| 16                   | 51               | 18               | 580              | Фелікс Оже-Аліассім            | 33ЗР(197)        | –                | Милош Раонич                   | Канада (CAN)                     |
| 17                   | 54               | 16               | 1258             | Уго Юмбер                      | 38               | 568              | Артюр Фіс                      | Франція (FRA)                    |
| 18                   | 58               | 9                | 294              | Алекс де Мінор                 | 49               | 879              | Олексій Попирін                | Австралія (AUS)                  |
| 19                   | 58               | –                | 29               | Сандер Жийє                    | –                | 29               | Йоран Вліґен                   | Бельгія (BEL)                    |
| 20                   | 58               | 27               | 287              | Франсіско Серундоло            | 31               | 297              | Томас Мартін Етчеверрі         | Аргентина (ARG)                  |
| 21                   | 60               | 17               | 143              | Олександр Бублик               | –                | 43               | Олександр Недовєсов            | Казахстан (KAZ)                  |
| 22                   | 69               | 33               | 56               | Томаш Мачач                    | –                | 36               | Адам Павласек                  | Чехія (CZE)                      |
| 23                   | 71               | 30               | 147              | Лоренцо Музетті                | 41               | –                | Лучано Дардері                 | Італія (ITA)                     |
| 24                   | 80               | –                | 25               | Жан-Жульєн Роєр                | –                | 55               | Робін Гасе                     | Нідерланди (NED)                 |
| 25                   | 83               | 11               | 88               | Стефанос Ціціпас               | –                | 72               | Петрос Ціціпас                 | Греція (GRE)                     |
| 26                   | 97               | 42               | 572              | Фабіан Марожан                 | 55               | 572              | Мартон Фучович                 | Угорщина (HUN)                   |
| 27                   | 100              | 35               | 102              | Ян-Леннард Штруф               | 65               | 94               | Домінік Коепфер                | Німеччина (GER)                  |
| 28                   | 114              | 48               | 364              | Нуну Боржеш                    | –                | 66               | Франсішку Кабрал               | Португалія (POR)                 |
| 29                   | 146              | 70               | 431              | Тьягу Зайбот Вілд              | 76               | –                | Тьягу Монтейру                 | Бразилія (BRA)                   |
| 30                   | 159              | 62               | 293              | Ден Еванс                      | 97               | 351              | Енді Маррей                    | Велика Британія (GBR)            |
| 31                   | 405              | 146              | 483              | Бенджамін Хассан               | 259              | 529              | Хаді Хабіб                     | Ліван (LIB)                      |
| Інші учасники        |                  |                  |                  |                                |                  |                  |                                |                                  |
| 32                   | 132              | 84               | –                | Таро Даніель                   | 48ЗР(286)        | –                | Кей Нішікорі                   | Японія (JPN)                     |
| Країна-господарка    |                  |                  |                  |                                |                  |                  |                                |                                  |
| H1                   | –                | –                | –                | Перерозподілено на пряму квоту | –                | –                | Перерозподілено на пряму квоту | Франція (FRA)                    |

↑  Комбінований рейтинг це сума рейтингів гравця з найвищим рейтингом (в одиночному або парному розряді) A і гравця B.

↑  Рейтинг в одиночному розряді

↑  Рейтинг у парному розряді

### Парний розряд (жінки)
| №                    | КР*              | Гравчиня A       | Гравчиня A       | Гравчиня A                     | Гравчиня B       | Гравчиня B       | Гравчиня B                     | НОК                              |
| №                    | КР*              | ОР†              | ПР‡              | Ім'я                           | ОР†              | ПР‡              | Ім'я                           | НОК                              |
| Світовий рейтинг     | Світовий рейтинг | Світовий рейтинг | Світовий рейтинг | Світовий рейтинг               | Світовий рейтинг | Світовий рейтинг | Світовий рейтинг               | Світовий рейтинг                 |
| -------------------- | ---------------- | ---------------- | ---------------- | ------------------------------ | ---------------- | ---------------- | ------------------------------ | -------------------------------- |
| a                    | –                | 32               | 1                | Елісе Мертенс                  | –                | –                |                                | Бельгія (BEL)                    |
| 1                    | 155              | 675              | 2                | Сє Шувей                       | 519              | 153              | Чіа Ї Цао                      | Китайський Тайбей (TPE)          |
| 2                    | 129              | –                | 3                | Ерін Рутліфф                   | 126              | 224              | Лулу Сун                       | Нова Зеландія (NZL)              |
| a                    | –                | 137              | 4                | Сторм Гантер                   | –                | –                |                                | Австралія (AUS)                  |
| 3                    | 27               | 31               | 5                | Катержина Сінякова             | 25               | 22               | Барбора Крейчикова             | Чехія (CZE)                      |
| 4                    | 37               | 75               | 6                | Лаура Зігемунд                 | 31ЗР(223)        | –                | Анджелік Кербер                | Німеччина (GER)                  |
| 5                    | 40               | –                | 7                | Габріела Дабровскі             | 33               | 64               | Лейла Фернандес                | Канада (CAN)                     |
| a                    | –                | 258              | 8                | Віра Звонарьова                | –                | –                |                                | Допущені нейтральні атлети (ANA) |
| 6                    | 93               | 753              | 9                | Еллен Перес                    | 84               | 106              | Дар'я Савілл                   | Австралія (AUS)                  |
| a                    | –                | 1366             | 9                | Ніколь Меліхар                 | –                | –                |                                | США (USA)                        |
| Комбінований рейтинг |                  |                  |                  |                                |                  |                  |                                |                                  |
| 7                    | 7                | 2                | 12               | Корі Гофф                      | 5                | 44               | Джессіка Пегула                | США (USA)                        |
| 8                    | 22               | 7                | 14               | Жасмін Паоліні                 | 88               | 15               | Сара Еррані                    | Італія (ITA)                     |
| 9                    | 22               | 11               | –                | Даніель Коллінз                | –                | 11               | Дезіре Кравчик                 | США (USA)                        |
| 10                   | 33               | –                | 13               | Луїза Стефані                  | 20               | 46               | Беатріс Аддад Мая              | Бразилія (BRA)                   |
| 11                   | 40               | 67               | 19               | Крістіна Букша                 | 55               | 21               | Сара Соррібес Тормо            | Іспанія (ESP)                    |
| 12                   | 44               | 17               | 57               | Марта Костюк                   | 27               | 215              | Даяна Ястремська               | Україна (UKR)                    |
| 13                   | 49               | –                | 25               | Аояма Сюко                     | 274              | 24               | Ена Сібахара                   | Японія (JPN)                     |
| 14                   | 52               | –                | 17               | Людмила Кіченок                | –                | 35               | Надія Кіченок                  | Україна (UKR)                    |
| 15                   | 63               | 35               | 580              | Кароліна Мухова                | 28               | 89               | Лінда Носкова                  | Чехія (CZE)                      |
| 16                   | 63               | 1108             | 28               | Чжань Хаоцін                   | –                | 35ЗР(147)        | Латіша Чжань                   | Китайський Тайбей (TPE)          |
| 17                   | 68               | 38               | 132              | Юань Юе                        | 671              | 30ЗР(57)         | Чжан Шуай                      | Китай (CHN)                      |
| 18                   | 71               | 16               | 67               | Катерина Олександрова          | –                | 55ЗР(475)        | Весніна Олена Сергіївна        | Допущені нейтральні атлети (ANA) |
| 19                   | 71               | 23               | 110              | Мірра Андрєєва                 | 48               | 88               | Діана Шнайдер                  | Допущені нейтральні атлети (ANA) |
| 20                   | 73               | –                | 16               | Демі Схюрс                     | 57               | 77               | Аранча Рус                     | Нідерланди (NED)                 |
| 21                   | 77               | 30               | 476              | Кеті Бултер                    | 158              | 47               | Гезер Вотсон                   | Велика Британія (GBR)            |
| 22                   | 83               | 40               | 43               | Ван Сіньюй                     | 89ЗР(1329)       | 43ЗР(129)        | Чжен Сайсай                    | Китай (CHN)                      |
| 23                   | 83               | 49ЗР(133)        | 326              | Ірина-Камелія Бегу             | 953              | 34               | Моніка Нікулеску               | Румунія (ROU)                    |
| 24                   | 86               | 22               | 42               | Каролін Гарсія                 | 64               | 166              | Діан Паррі                     | Франція (FRA)                    |
| 25                   | 109              | 33ЗР(189)        | 494              | Айла Том'янович                | 170              | 76               | Олівія Ґадекі                  | Австралія (AUS)                  |
| 26                   | 109              | 44               | 49               | Магда Лінетт                   | –                | 65ЗР(698)        | Аліція Росольська              | Польща (POL)                     |
| 27                   | 111              | 43               | 364              | Елізабетта Коччаретто          | 68               | 358              | Лучія Бронцетті                | Італія (ITA)                     |
| 28                   | 113              | 42               | 991              | Клара Бюрель                   | 71               | 867              | Варвара Грачова                | Франція (FRA)                    |
| 29                   | 115              | 49               | 291              | Ана Богдан                     | 66               | 216              | Жаклін Крістіан                | Румунія (ROU)                    |
| 30                   | 117              | 9                | 1590             | Марія Саккарі                  | 227              | 108              | Деспіна Папаміхаїл             | Греція (GRE)                     |
| 31                   | 130              | 56               | 319              | Татьяна Марія                  | 74e              | 328              | Тамара Корпач                  | Німеччина (GER)                  |
| 32                   | 148              | 62               | 303              | Надія Подороська               | 86               | 195              | Марія Лурдес Карле             | Аргентина (ARG)                  |
| Інші учасники        |                  |                  |                  |                                |                  |                  |                                |                                  |
| Країна-господарка    |                  |                  |                  |                                |                  |                  |                                |                                  |
| H1                   | –                | –                | –                | Перерозподілено на пряму квоту | –                | –                | Перерозподілено на пряму квоту | Франція (FRA)                    |

↑  Комбінований рейтинг це сума рейтингів гравчині з найвищим рейтингом (в одиночному або парному розряді) A і гравчині B.

↑  Рейтинг в одиночному розряді

↑  Рейтинг у парному розряді

### Змішаний розряд
| №                    | КР*                  | Гравчиня             | Гравчиня             | Гравчиня                       | Гравець              | Гравець              | Гравець                        | НОК                              |
| №                    | КР*                  | ОР†                  | ПР‡                  | Ім'я                           | ОР†                  | ПР‡                  | Ім'я                           | НОК                              |
| Комбінований рейтинг | Комбінований рейтинг | Комбінований рейтинг | Комбінований рейтинг | Комбінований рейтинг           | Комбінований рейтинг | Комбінований рейтинг | Комбінований рейтинг           | Комбінований рейтинг             |
| -------------------- | -------------------- | -------------------- | -------------------- | ------------------------------ | -------------------- | -------------------- | ------------------------------ | -------------------------------- |
| 1                    | 10                   | 753                  | 9                    | Еллен Перес                    | –                    | 1                    | Меттью Ебден                   | Австралія (AUS)                  |
| 2                    | 10                   | 75                   | 6                    | Лаура Зігемунд                 | 4                    | 84                   | Александр Зверєв               | Німеччина (GER)                  |
| 3                    | 14                   | 2                    | 12                   | Корі Гофф                      | 12                   | 164                  | Тейлор Фріц                    | США (USA)                        |
| 4                    | 20                   | 9                    | 1590                 | Марія Саккарі                  | 11                   | 88                   | Стефанос Ціціпас               | Греція (GRE)                     |
| 5                    | 23                   | 55                   | 21                   | Сара Соррібес Тормо            | –                    | 2                    | Марсель Гранольєрс             | Іспанія (ESP)                    |
| 6                    | 24                   | –                    | 16                   | Демі Схюрс                     | –                    | 8                    | Веслі Колгоф                   | Нідерланди (NED)                 |
| 7                    | 25                   | –                    | 7                    | Габріела Дабровскі             | 18                   | 580                  | Фелікс Оже-Аліассім            | Канада (CAN)                     |
| 8                    | 25                   | 88                   | 15                   | Сара Еррані                    | 202                  | 10                   | Андреа Вавассорі               | Італія (ITA)                     |
| 9                    | 28                   | 23                   | 110                  | Мірра Андрєєва                 | 5                    | –                    | Данило Медведєв                | Допущені нейтральні атлети (ANA) |
| 10                   | 36                   | 22                   | 42                   | Каролін Гарсія                 | –                    | 14                   | Едуар Роже-Васслен             | Франція (FRA)                    |
| 11                   | 38                   | 30                   | 5                    | Катержина Сінякова             | 33                   | 56                   | Томаш Мачач                    | Чехія (CZE)                      |
| 12                   | 48                   | 39                   | 229                  | Донна Векич                    | –                    | 9                    | Мате Павич                     | Хорватія (CRO)                   |
| 13                   | 52                   | 158                  | 47                   | Гезер Вотсон                   | –                    | 5                    | Джо Солсбері                   | Велика Британія (GBR)            |
| 14                   | 52                   | 8                    | –                    | Чжен Ціньвень                  | 44                   | 50                   | Чжан Чжичжень                  | Китай (CHN)                      |
| 15                   | 72                   | 274                  | 24                   | Ена Сібахара                   | 48ЗР(286)            | –                    | Кей Нішікорі                   | Японія (JPN)                     |
| Інші учасники        |                      |                      |                      |                                |                      |                      |                                |                                  |
| 16                   | 82                   | 62                   | 303                  | Надія Подороська               | –                    | 20                   | Максімо Гонсалес               | Аргентина (ARG)                  |
| Країна-господарка    |                      |                      |                      |                                |                      |                      |                                |                                  |
| H1                   | –                    | –                    | –                    | Перерозподілено на пряму квоту | –                    | –                    | Перерозподілено на пряму квоту | Франція (FRA)                    |

↑  Комбінований рейтинг це сума рейтингів гравця з найвищим рейтингом (в одиночному або парному розряді) A і гравця B.

↑  Рейтинг в одиночному розряді

↑  Рейтинг у парному розряді

## Нотатки
1. 1 2  Квота перейшла від переможця Панамериканських ігор 2023 Факундо Діас Акоста бронзовому медалістові позаяк від Аргентини вже кваліфікувалися напряму чотири гравці.
2. 1 2 3 4 5  Інших учасників додано до початкового списку замість тих спортсменів, що знялися.
3. ↑  Гасе заявився в останню мить через зняття Мюррея
4. ↑  Ебден заявився в останню мить через зняття Руне
5. 1 2  Квота перейшла від переможниці Angella Okutoyi до другої найкращої серед тих, хто має право на виступ, позаяк Окотої не відповідала вимогам до рейтингу (місце серед перших 400).
6. ↑  Не має права на участь через відсутність іншого сальвадорського гравця з першої трьохсотки рейтингу в одиночному або парному розряді.